# Dalgopol-Gletscher
Der Dalgopol-Gletscher (bulgarisch ледник Дългопол lednik Dalgopol) ist ein 3,4 km langer Gletscher auf Smith Island im Archipel der Südlichen Shetlandinseln. Er fließt von den Nordwesthängen der Imeon Range nördlich des Mount Pisgah und nordwestlich des Mezek Peak zur Drakestraße.
Bulgarische Wissenschaftler kartierten ihn 2008. Die bulgarische Kommission für Antarktische Geographische Namen benannte ihn im selben Jahr nach der Ortschaft Dalgopol im Nordosten Bulgariens.